# CBC Music
CBC Music (früher auch: CBC FM, CBC Stereo und CBC Radio 2 oder CBC Radio Two) ist ein kanadisches Hörfunkprogramm, das von der öffentlich-rechtlichen Canadian Broadcasting Corporation betrieben wird. Früher konzentrierte sich der Sender auf Klassik und Jazz. In den Jahren 2007 und 2008 wechselte man zu einem neuen Format mit einer Vielzahl von Genres, wobei das klassische Genre in der Regel auf die Mittagszeit beschränkt war. Im Jahr 2009 hatte das Programm durchschnittlich 2,1 Millionen Hörer pro Woche und war der zweitgrößte Hörfunksender in Kanada.

## Geschichte
Das Netzwerk der CBC wurde 1946 ins Leben gerufen, war aber bis 1960 ausschließlich eine Simultansendung des Mittelwellendienstes. In diesem Jahr begann die eigenständige Einführung des UKW-Hörfunks. Es wurde im Jahr 1962 kurz unterbrochen, die Ausstrahlung begann aber 1964 wieder von neuem.
Am 3. November 1975 wurde das UKW-Netz in CBC Stereo umbenannt, um es vom Mittelwellendienst, bekannt als CBC Radio, zu unterscheiden.
Seit September 1996 sind CBC Radio und CBC Stereo auch per Livestream im Internet weltweit zu hören.
Seit den 1980er Jahren wechselten viele der MW-CBC-Radiosender aufgrund der Einschränkungen des AM-Rundfunks zu FM, so dass die CBC 1997 die Netzwerke CBC Radio One und CBC Radio Two umbenannte.
2008 wurden die Vormittags- und Nachmittags-Programme, die sich fast ausschließlich auf klassische Musik konzentriert hatten, durch neue Shows mit einem breiteren Spektrum von Genres ersetzt. Das Ziel war laut CBC, die Bekanntheit von Musikern und Genres außerhalb der Klassik und des Jazz zu erhöhen, die im privaten Hörfunk nur wenig Sendezeit erhielten.
Gleichzeitig wurden vier Webradio-Streams in Betrieb genommen: Klassik, Jazz, Singer-Songwriter und „Canadian Composer“.
Am 10. Juni 2008 gab die CBC bekannt, dass zu den Moderatoren der neuen Sendung Julie Nesrallah, Molly Johnson und Rich Terfry gehören würden.
Am 6. Februar 2018 gab CBC bekannt, dass Radio 2 in CBC Music umbenannt wird, und es gab ein neues Design.
Während der COVID-19-Pandemie in Kanada wurde der Dienst vorübergehend auf eine Playlist mit ausschließlich kanadischer Musik umgestellt, um kanadische Musiker zu unterstützen, die von den Absagen ihrer Konzertreisen betroffen sind.

## Empfang
CBC Music ist in Kanada nicht so weit verbreitet wie CBC Radio One. Während CBC Radio One in den meisten Gemeinden in ganz Kanada unabhängig von der Größe verfügbar ist, ist CBC Music meist nur in den größeren Städten verfügbar. Nur 14 Sender sind innerhalb des Dienstes lizenziert, verglichen mit über 30 für CBC Radio One, obwohl einige zusätzliche Städte auch von Übernahmen einer der Sendestationen bedient werden.

### Stationen
- Calgary, Alberta – CBR-FM
- Edmonton, Alberta – CBX-FM
- Halifax, Nova Scotia – CBH-FM
- Montreal, Quebec – CBM-FM
- Ottawa, Ontario – CBOQ-FM
- Regina, Saskatchewan – CBK-FM
- St. John’s, Neufundland und Labrador – CBN-FM
- Sudbury, Ontario – CBBS-FM
- Sydney, Nova Scotia – CBI-FM
- Thunder Bay, Ontario – CBQ-FM
- Toronto, Ontario – CBL-FM
- Vancouver, British Columbia – CBU-FM
- Windsor, Ontario – CBE-FM
- Winnipeg, Manitoba – CBW-FM

### Ehemalige Stationen
- Kentville, Nova Scotia – CKWM-FM – bis 1988
- London, Ontario – CFPL-FM – bis 1972
- Red Deer, Alberta – CKRD-FM – bis 1981

## Sendungen

### Wochentagsprogramme
Die Wochentagsprogramme des Netzwerks variieren von Tag zu Tag nicht wesentlich. In der Stunde von 18 bis 19 Uhr wird jeden Tag ein anderes einstündiges Wochenprogramm ausgestrahlt, sonst ist der Zeitplan von Montag bis Freitag einheitlich. Mornings, moderiert von Saroja Coelho, wird morgens ausgestrahlt, gefolgt von der klassischen Musikshow Tempo, moderiert von Julie Nesrallah. About Time, moderiert von Tom Allen, wird am frühen Nachmittag ausgestrahlt, gefolgt von Drive, moderiert von Rich Terfry.
Der Block 18:00–19.00 Uhr umfasst CBC Music Live, ein Programm, das montags Aufnahmen von Live-Konzerten kanadischer Musiker präsentiert. Frequencies ist dienstags ein von Errol Nazareth veranstaltetes Weltmusikprogramm. Reclaimed ist von Jarrett Martineau und widmet sich mittwochs einheimischer Musik. CBC Music Top 20 ist eine Countdown-Show, die derzeit donnerstags von Grant Lawrence moderiert wird. Marvin's Room, moderiert von Amanda Parris, widmet sich freitags dem Rhythm and Blues.
Angeline Tetteh-Wayoe moderiert The Block, ein Programm, dass sich Genres wie Hip-Hop, Soul und Rhythm and Blues widmet, und um 19.00 Uhr kommt. After Dark ist eine Abendsendung, danach kommt Nightstream, das Nachtprogramm. Es gibt auch Musiknachrichten.

### Wochenendprogramme
Am Samstag und Sonntag wird Mornings mit den Gastgebern Daniel Greaves am Samstag und Damhnait Doyle am Sonntag ausgestrahlt. Für den Rest des Tages strahlt das Netzwerk jedoch eine Vielzahl von Spezialprogrammen aus, die hauptsächlich bestimmten Musikgenres gewidmet sind.
Das Programm am Samstag umfasst My Playlist, Center Stage mit Katherine Duncan, Saturday Afternoon at the Opera, Backstage with Ben Heppner, Saturday Night Blues mit Holger Petersen und Saturday Night Jazz mit Laila Biali.
Das Sonntagsprogramm umfasst Chorkonzert mit Katherine Duncan, In Concert mit Paolo Pietropaolo, Inside the Music, C'est formidable! mit Florence K, Randy Bachman ‚s Vinyl Tap und The Strombo mit George Stroumboulopoulos.
Sowohl samstags als auch sonntags wird Nightstream nach Mitternacht wieder ausgestrahlt.

## Eigene Veranstaltungen
CBC Music hat zahlreiche Events, wie den sehr beliebten Wettbewerb Searchlight oder das CBC Music Festival.

### Searchlight
Vor der Einführung von CBC Music hatte CBC Radio 3 einen jährlichen „Searchlight“-Wettbewerb ausgestrahlt, bei dem es ein Voting gab, um einen kanadischen Sieger in einem vorgegebenen Thema zu finden. Das Thema war jedes Jahr anders.
Nach der Einführung von CBC Music wurde Searchlight neu gestaltet, um Kanadas beste Musikkünstler ohne Vertrag zu ermitteln. Dies war gemeinsam mit CBC Radio One. 2021 stieg Toyota als Sponsor ein.
Der Gewinner des Wettbewerbs gewinnt 20.000 US-Dollar an Musikausrüstung von Yamaha Music sowie einen Platz auf der Rechnung beim CBC Music Festival.

#### Gewinner und Finalisten
- 2013 – Sherman Downey and the Ambiguous Case, Good Ol’ Goats
- 2014 – Lauren Mann and the Fairly Odd Folk, Jofo, Erin Saoirse Adair, Fitness Club Fiasco. Judges: Torquil Campbell, Sarah Slean und Kardinal Offishall
- 2015 – Orange O’Clock, Scary Bear Soundtrack, The Fall Line, Ivory Hours. Judges: Dan Boeckner, Jenn Grant and Saukrates
- 2016 – Desirée Dawson, Andi, Dylan Menzie, Teo Milea. Judges: Maestro Fresh Wes, Sarah Blackwood, Dallas Smith
- 2017 – The Long War, Will, The Wolfe, Jaryd Stanley. Judges: Jarvis Church, Ruth B, Dan Kanter
- 2018 – Aquakultre, Sara Diamond, Fallbrigade, Sinzere, Jordana Talsky, Amanda Jackson Band, C.C. Trubiak, Chloe Hataley, The Kwerks, Scarlet Sway
- 2019 – Shopé, Benita, Madison Olds, Quincy Morales, Reeny Smith, The Royal Foundry, Titus Calderbank, Brenna Parker, Rani Chatoorgoon, Taken by Sanity
- 2020 – Shawnee, Autumn Kings, Capri Everett, Josh Sahunta, Kendra Kay, Ludic, Naya Ali, Little Destroyer, Cory Gallant, Maci Wood & Rich Roach
- 2021– Jhyve, Anna B, BLK, Rachel Cousins, Treh Lamonte, Argel Monte de Ramos, Riell, The Royal Foundry, Elyse Saunders, Michaela Slinger

### CBC Music Festival
Im Mai 2013 gab es das erste CBC Music Festival, das jedes Frühjahr am Echo Beach am Ontario Place stattfindet.
Jedes Jahr bietet die Veranstaltung eine Reihe von Acts aus verschiedenen Genres, darunter den Gewinner des Searchlight-Wettbewerbs, und enthält eine Live-Aufnahme des Konzerts.